# Comuna Oborotnivka, Svatove
Oborotnivka (în ucraineană Оборотнівка) este o comună în raionul Svatove, regiunea Luhansk, Ucraina, formată din satele Nauholne, Oborotnivka (reședința), Pîlîpivka și Sofiivka.

## Demografie
Componența lingvistică a comunei Oborotnivka
     Ucraineană (94,48%)
     Rusă (5,43%)
     Alte limbi (0,1%)
Conform recensământului din 2001, majoritatea populației comunei Oborotnivka era vorbitoare de ucraineană (94,48%), existând în minoritate și vorbitori de rusă (5,43%).